# 천호성지
천호성지(天呼聖址)는 전라북도 완주군 비봉면 천호성지길 124 에 있는 천주교 성지이다.천주교 전주교구에 속해 있고,박대덕 신부가 관장하고 있다.
1839년 기해박해를 전후하여 충청도 지방의 천주교 신자들이 탄압때문에 숨어들면서 천주교 신자들의 마을이 이루어졌다. 1866년(고종3년) 병인박해 등으로 순교한 성인들이 묻혀 있으며, 2007년 5월 19일 천주교 전주교구 천호 부활성당이 완공되었다.

## 유래
천호성지는 150여 년의 전통을 가진 교우촌 천호(天呼) 공소의 천호산(天壺山) 기슭에 있다. 천호공소는, 그 이름처럼 하느님의 부르심을 받은 백성들이 하느님을 부르며 사는 신앙 공동체로서 존재하고 있고, 천호산 역시 이름 그대로 순교자의 피를 담은 병(甁)의 구실을 하고 있다.
이곳에는 1866년(고종 3년, 병인박해) 12월 13일 전주 숲정이에서 순교한 여섯 성인 중 성 이명서 베드로, 성 손선지 베드로, 성 정문호 바르톨로메오, 성 한재권 요셉과 1866년 8월 28일 충청도 공주에서 순교한 김영오 아우구스티노, 그리고 1868년 여산에서 순교한 열 분의 순교자가 묻혀 있으며, 이 분들과 함께 순교한 수 많은 분들이 천호산에 종적을 알리지 않은 채 묻혀 있다. 이들은 하느님으로부터 받은 인간적인 모든 것, 곧 육신이며 이름이며 살아온 일생의 내력 그 어느 것 하나도 남김없이 하느님께 송두리채 바친것이다. 천호산의 나무와 풀들은 이름과 종적을 알 수 없는 순교자들의 시신의 양분을 먹으며 자라고 있는 생명들이다.

### 성지의 조성 과정
천호성지와 그 주변의 산은 본래 고흥 유씨 문중의 사유지로서 조선조 때 나라에서 고흥 유씨 문에 하사한 사패지지(賜牌之地)였다. 이러한 남의 땅에서 사는 신도들은 산 자들의 집이건 죽은 자들의 무덤이건 언젠가는 쫓겨나야 할 처지였다. 그러던 중 1909년 뜻하지 않게 이 땅을 매입할 수 있는 기회가 와서 되재본당 목세영 신부를 중심으로 12명의 신도들이 어렵사리 돈을 마련하여 150 정보의 임야를 매입했다. 이렇게 해서 공소신도들은 생활터전을 마련하게 되었고, 이미 모셔진 순교자들의 묘소들을 보존할 수 있게 되었다.
그 후, 1941년경 150 정보 중에 서 순교자들의 묘와 종적은 알 수 없지만, 순교자들이 묻혀 있을 것으로 예상 되는 땅 75 정보를 교회에 봉헌했다. 이 땅을 봉헌한 사람들은 목세영(베르몽)신부, 김여선(金汝先), 이만보(李萬甫), 장정운(張正云), 김현구(金顯九), 박준호(朴準鎬), 민감룡(閔甘龍), 송예용(宋禮用) 등 8명이며, 이로써 오늘의 성지를 보존하게 된 것이다. 전주교구 호남교회사연구소는 1983년 5월, 천호산에 묻힌 순교자들의 유해 발굴 작업을 하여 현재의 위치에서 그동안 실전(失傳)되어 왔던 성 정문호와 성 한재권의 유해, 그리고 1868년 여산에서 치명한 후 합동으로 묻혀 있던 여덟 분의 유해와 천호산 기슭에서 두 분의 유해를 발굴하였다.
그러나 천호산에는 지금도 어디에 묻혔는지 알 수 없어 발굴하지 못하는 많은 순교자들이 계셔 우리의 마음을 안타깝게 하고 있다. 전주교구는 1984년부터 천호성지를 개발하여 1985년 11월 30일 자치교구 설정 50주년 기념선포일에 맞추어 성지를 축성하였고, 50주년 기념의 해인 1987년에는 전주교구민들이 선조들의 순교 정신을 이어받기위한 신앙의 수련장으로 피정의 집을 세웠다.
이곳은 천호산 기슭에 형성되었던 박해시대 교우촌의 옛 터와 주변 환경이 손상되지 않고 온전하게 보존 되어 있어서 그 시대 교우촌의 입지적 특성을 보여 주는 교육장으로서도 가치가 있다.

### 천호공소
천호공소는 다리실 또는 용추네라는 다른 지명을 갖고 있는데, 박해시대에는 다리실 또는 용추네라고 불렀다. 다리실은 월곡(月谷)이라고도 썼으며, 용추네는 본래 용이 등천한 내(川)가 있다 해서 용천내라고 했는데 용추네는 용천내가 변한 이름이다. 천호(天呼)라는 행정명(行政名)은 후대에 교우마을이 형성되면서 용천내가 천호로 바뀐 듯하다.
천호마을이 형성된 것은 1839년 기해박해를 전후해서였는데 주로 충청도 신도들이 목숨을 보존하고 신앙생활을 유지하기 위해 이 산골짜기로 숨어 들어와 신앙 공동체를 이룸으로써 비롯되었다. 신도들이 처음 마을을 이룬 곳은 성인들의 묘지 맞은편 골짜기인 무능골이었다. 그리고 신앙의 자유가 주어진 후 골짜기 밑으로 마을을 이루었다가 다시 서서히 아래쪽으로 내려와 현재의 마을터를 이루어 오늘에 이르고 있다.

### 다리실과 성 손선지·성 한재권
천호 성지에 묻힌 순교 성인 중, 손선지 베드로와 한재권 요셉은 충청도에서 전라도로 피신하여 유랑 생활을 하던 중 다리실에 잠시 살았던 적이 있으며, 전북 완주군 소양면 대성동 신리골로 옮겨 그곳에 정착하여 살다가 체포되었다. 그리고 1866년 12월 13일 손선지 성인이 처형된 후 그의 아들 손순화(요한)는 70여세 된 할머니 임 세실리아와 어머니 루시아와 동생들을 데리고 천호마을로 다시 피신해 왔다. 이 때 성 한재권과 성 정문호의 가족들은 무능골과 인접한 시목동으로 피신해 왔다.

### 다리실 신앙공동체가 겪은 박해
1868년(고종 5년, 무진년)에는 다리실에도 박해의 손길이 뻗혔다. 그래서 6월 9일 문회장, 이요한, 김치선, 김영문(요셉), 장윤경(야고버) 회장 등 천호 신도들이 여산으로 끌려 갔는데, 그 중 장윤경 회장은 1868년 10월 1일(양력 11월 14일) 참수형으로 순교하였다.
이 때 손선지 성인의 아들 마태오가 사망했는데, 그 사연은 이러하다.손선지 성인의 아들 마태오는 병으로 앓아 누운지 스 무날이나 되어 피신하지 못하고 집에 있다가 포교 일행에게 발각되었다. 그들은 마태오를 욱박지르며 신도 들이 도망간 곳을 대라고 하다가는 체포한 신도들의 압수한 재산을 가지고 여산관아로 갔다. 그날 밤 마태오의 큰형 요한은 환자가 걱정이 되어 집에 왔다가 환자로부터 포졸들이 남기고 간 말을 듣고는 환자인 마태오를 데리고 산 속으로 숨어들어 갔다. 그런데 마침 장마철이어서 찬비를 맞으며 3, 4일을 지내고 나니 병세가 극도로 악화되었다. 그래서 할 수 없이 집으로 돌아가려 하였으나 포졸들이 찾아 올 것이 두려워 자기 집으로는 가지 못하고 남의 집에 들어 갔다. 그러나 마태오는 불안해서 산 속으로 들어가고 싶은 마음 뿐 다른 생각이 없었다. 요한은 환자가 무엇이든 먹어야 살 것 같아 음식을 주었지만 먹지를 못하더니 마침내 풍증(風症)으로 1868년 6월 12일 14세의 나이로 세상을 떠나고 말았다.(입전으로는 이런 말이 전해져 오고 있다. 환자가 몹시 앓고 있는데 포졸들이 다시 마을에 와서 집을 뒤지고 다니다가 환자와 요한이 숨어 있는 집 울안에까지 왔다. 환자는 고열의 고통을 못이겨 신음하고있던 터였다. 형 요한은 발각되는 날에는 숨을 곳이 들통나 떼죽음을 당할 것이 두려웠다. 그래서 환자의 신음소리가 새 나가지 않도록 이불 을 덮어 씌워 누르고 있다가 포졸들이 떠난 후에 이불을 걷어 보니 질식해 숨져 있더라는 것이다.)
박해시대에 천호산 기슭에는 다리실(용추네=천호), 산수골, 으럼골, 낙수골, 불당골, 성채골, 시목동 등 7 개의 공소가 있었다. 그러나 지금은 다리실, 성채골, 그리고 후대에 터를 옮겨 새로이 시작한 산수골 공소 만이 남아 있는데 이들 공소 중 다리실 공소는 예나 지금이나 가장 큰 공소다. 1877년 한국천주교회에는 블랑 신부와 드게트 신부밖에 없었는데, 블랑 신부는 1877년 으럼골을 사목활동의 거점지로 하여 정착한 후, 리우빌 신부와 라푸르카드 신부 등 3명의 선교사가 10여년 동안 이곳으로 부임했다. 그러나 이들 선교 사들이 주로 머문 곳은 천호공소였다. 오늘의 천호공소는 150여년의 전통을 지닌 교우촌 답게 주민 전체가 신도들로 구성되어 있다.

### 찾아가는 길
호남 고속 국도 이리 인터체인지에서 전주 쪽으로 빠져 나와 고속 국도 밑을 통과하면 바로 좌측으로 좁은 길이 연결된다. 이 길을 따라 작은 고개를 넘으면 739번 지방도와 만난다. 이곳이 소농리인데 천호천을 거슬러 5km쯤 올라가면 천호산 성지 입구가 나온다.